# Polylophium
- Commons
- Wikispecies

Polylophium é um género botânico pertencente à família Apiaceae.